# Siloxerus filifolius
Siloxerus filifolius là một loài thực vật có hoa trong họ Cúc. Loài này được (Benth.) Ostenf. miêu tả khoa học đầu tiên năm 1921.